# 非裔美國人音樂
非裔美國人音樂，一般稱呼為黑人音樂，是由非裔美國人所帶來一系列音樂種類。
復調音樂歌曲在西非洲的幾百個民族中之間流傳。非裔美國人把它帶來美國。其實美國傳統音樂是受到普卡(polka)、華爾滋及其他歐洲音樂影響。後來到了21世紀，非裔美國人音樂才變到主流音樂。